# 岩﨑正男
岩﨑 正男（いわさき まさお、1941年（昭和16年）8月21日 - ）は、日本の政治家。元埼玉県桶川市長（3期）。

## 来歴
埼玉県北足立郡桶川町（現・桶川市）出身。埼玉県立熊谷農業高等学校卒。卒業後は桶川町役場に入り、建設部長、収入役などを経て、2001年、桶川市長選挙に立候補し、現職の上原榮一を破って当選する。2005年に再選。2009年に三選した。2013年に退任。退任後は桶川市社会福祉協議会会長を務める。